# Carobbio degli Angeli
Carobbio degli Angeli là một đô thị ở tỉnh Bergamo trong vùng Lombardia của nước Ý, có vị trí cách khoảng 60 km về phía đông bắc của Milano và khoảng 13 km về phía đông nam của Bergamo. 

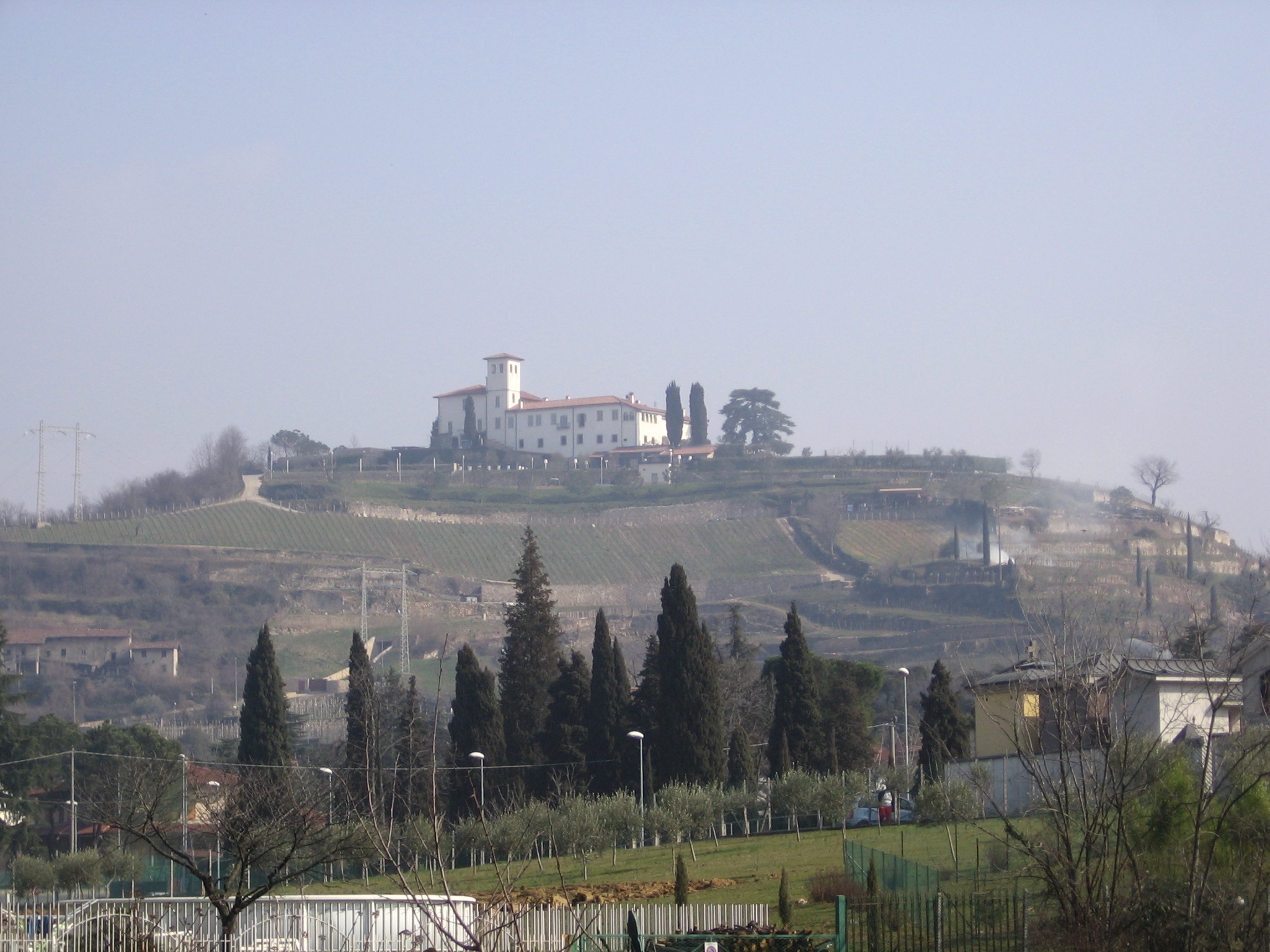
View of the Castello degli Angeli.

Carobbio degli Angeli giáp các đô thị: Bolgare, Chiuduno, Gandosso, Gorlago, Grumello del Monte, Trescore Balneario.